# Insolation (film)
Pour les articles homonymes, voir Insolation.
Pour plus de détails, voir Fiche technique et Distribution.
Insolation (Insolação en version originale) est un film brésilien, réalisé par Felipe Hirsch et Daniela Thomas, distribué en France par Urban Distribution.  Il sortira sur les écrans français le 25 juillet 2012. Il a été diffusé pour la première fois au Mostra de Venise le 6 septembre 2009.
Felipe Hirsch est un célèbre metteur en scène de théâtre brésilien. SUTIL, la compagnie qu’il a fondée il y a 15 ans, a reçu de nombreux prix. Son travail théâtral est fondé sur la recherche et l’expérimentation. Ses créations ont souvent suscité un dialogue intense avec le public jeune. Il a dirigé des acteurs mythiques tels que Paulo Autran ou Fernanda Montenegro. Le journal O Globo l’a désigné comme l’un des penseurs les plus influents du pays. Insolation est son premier long métrage.
Tour à tour auteur, décoratrice et réalisatrice, Daniela Thomas se partage depuis 25 ans entre l’opéra, le théâtre et le cinéma. Installée au Brésil à São Paulo, elle a travaillé dans le monde entier. Elle a écrit et coréalisé avec Walter Salles Une famille brésilienne  (prix d’interprétation féminine au Festival de Cannes en 2008), Terre lointaine, Le Premier Jour, et un des épisodes de Paris, je t’aime : Loin du 16e.

## Synopsis
Dans la ville de Brasilia, écrasé par la chaleur, Andrei est le témoin nostalgique d'histoires d'amour sans retour. Inspiré par des nouvelles de la littérature russe du XIXe siècle, l'architecture utopique de la ville de Brasilia fait écho à l'Union Soviétique.

## Équipe  technique
- Réalisation : Felipe Hirsch,  Daniela Thomas
- Scénario : Will Eno,  Sam Lipstyle
- Production : Beto Amaral, Sara Silveira, Pedro Igor Alcantara, Maria Ionescu
- Direction artistique : Valdy Lopes Jn
- Image : Mauro Pinheiro Jr
- Montage : Livia Serpa
- Musique : Arthur De Faria
- Costumes : Cassio Brasil
- Son : Miriam Biderman, Ricardo Reis

## Distribution
- Paulo José : Andrei
- Antonio Medeiros : Vladimir
- Simone Spoladore : Lucia
- Leonardo Medeiros : Leo
- André Frateschi: Ricardo
- Maria Luisa Mendonça : Ana
- Leandra Leal : Liuba
- Jorge Emil : Pai